# Капис (сын Ассарака)
Капис (др.-греч. Κάπυς) — персонаж древнегреческой мифологии, из династии троянских царей. Сын Ассарака и Гиеромнемы. Жена Фемиста, сын Анхис. Либо его жена Гиеромнема. Его именем Эней назвал основанный им городок Капии в Аркадии.